# Holub šedokrký
Holub šedokrký zvaný také holub podkovní (Ducula carola) je druh měkkozobého ptáka žijící na Filipínách.
Patří mezi zranitelné taxony. Ohrožen je zejména úbytkem přirozeného prostředí (lesů) a lovem. Vyskytuje se totiž v tropických (případně subtropických deštných lesích až do nadmořské výšky 2000 m n. m.
Tvoří hejna, která létají i na větší vzdálenosti, někdy až k mořskému pobřeží. Pravděpodobně skrze písek plný soli či mořskou vodu získávají potřebné minerální látky. Jinak ovšem potravu získává na stromech, neboť se živí plody a semeny. Aktivní je přes den.
Dorůstá délky až 33 cm.
Samice tohoto holuba snáší jedno vejce.

## Poddruhy
Rozlišují se tři poddruhy:
- Ducula carola carola (Bonaparte, 1854) obývá severní Filipíny (Luzon, Mindoro, Sibuyan)
- Ducula carola mindanensis (Ogilvie-Grant, 1905) obývá jihovýchodní Filipíny (Mindanao)
- Ducula carola nigrorum (John Whitehead, 1897) obývá středovýchodní Filipíny (Negros, Siquijor)

## Chov v zoo
Chov v evropských zoo je velkou vzácností. V závěru roku 2019 byl tento druh chován ve třech zoo: Zoo Köln v Německu a dvou českých zoo – Zoo Plzeň a Zoo Praha.

### Chov v Zoo Praha
V Zoo Praha je tento druh (zde označovaný jako holub podkovní; chován je poddruh Ducula carola carola) chován od roku 2009. V závěru toho roku byly dovezeny dva páry. V následujícím roce (2010) byl zaznamenán první odchov. Ke konci roku 2018 byli chováni čtyři samci a tři samice. O rok později se jednalo o tři samce a čtyři samice. Další samice byla v lednu 2020 dovezena od soukromého chovatele.
Tento holub je k vidění v Rákosově pavilonu, a to od jeho otevření v září 2019. Je jedním z druhů expozice Filipíny.